# Igors Korabļovs
Igors Korabļovs est un ancien footballeur letton né le 23 novembre 1974 à Riga. Il évoluait au poste de défenseur. Il est ensuite devenu entraineur. 

## Biographie

### En sélection
Il participe à l'Euro 2004 avec l'équipe de Lettonie.
Il dispute 21 rencontres sans marquer de but avec la Lettonie de 1998 à 2006.

## Carrière
- Olimpija Riga (1992-1995)
- Daugava Riga (1996-1998)
- FK Riga (1999-2000)
- FK Ventspils (2001-2004)
- FK Jūrmala (2005)
- Kryvbass Kryvyï Rih (2005-2006)
- FK Riga (2006-2008)
- Daugava Riga (2009-2010)
- FB Gulbene (2010-)

## Palmarès
- Vainqueur de la Coupe de Lettonie en 1999 avec le FK Riga, en 2003 et 2004 avec le FK Ventspils